# 로마의 20가지 이야기
로마의 20가지 이야기(I mostri, Opiate '67)는 이탈리아에서 제작된 디노 리시 감독의 1963년 코미디 영화이다. 우고 토그나지 등이 주연으로 출연하였다.

## 출연

### 주연
- 우고 토그나지
- 비토리오 가스만
- 란도 버잔카